# Wendel Ans der Jüngere
Wendel Ans der Jüngere (* unbekannt; † 1575) war von 1552 bis 1572 Bürgermeister der Stadt Heilbronn.

## Leben
Die Familie Ans ist auch unter den Namen Anß, Anns, Annß, Ahns, Ons und Ohns belegt. Sie gehörte zu den Patrizierfamilien in Heilbronn und stammte ursprünglich aus Langenau. Gegen Mitte des 15. Jahrhunderts sind Mitglieder der Familie nach Heilbronn eingewandert. Wendel Ans gehörte spätestens ab 1538 dem Rat der Reichsstadt Heilbronn („von den Burgern“) an, der sich aus den Heilbronner Patriziern zusammensetzte, die wiederum ihre Nachfolger vorschlugen. Ans ist für 1538, 1540, 1542, 1544 und 1546 als Ratsmitglied nachgewiesen, 1549 war er Stellvertreter des Bürgermeisters, 1552 bis 1572 war er Bürgermeister von Heilbronn.
1538 war Heilbronn dem reformatorischen Schmalkaldischen Bund beigetreten. Im Jahr 1546 siegten die kaiserlichen Truppen über die Schmalkaldener in Württemberg und Heilbronn geriet in Gefahr der Belagerung und Zerstörung. Ans vertrat den Rat von Heilbronn in Esslingen bei der Beratung der oberdeutschen Städte mit Herzog Christoph von Württemberg über den Anschluss an den kaisertreuen Norddeutschen Fürstenbund des Moritz von Sachsen. Heilbronn schloss sich an und zahlte 5000 Gulden in Gold. Ans überbrachte später auch Kaiser Karl V. als Zeichen der Loyalität der Stadt ein großzügiges Geschenk. Der Kaiser, der noch 1546 Strafgericht in Heilbronn gehalten hatte, stärkte nach dem Passauer Vertrag 1552 mit der aristokratischen Regimentsordnung die Macht der Patrizier in der Stadt, weil er in diesen Gegenkräfte zur Reformation zu sehen glaubte. 1552 wurde Ans einer der drei Bürgermeister der Stadt und blieb es bis 1572.
Nachdem die erste Ehefrau von Ans verstorben war, heiratete er 1554 Biancessora Reinbold. Mit ihr hatte er vier Kinder: Barbara, Elias, Christoph und Maria. Seine Tochter Barbara heiratete später den Bürgermeister Wilhelm Bernhard Berlin und nach dessen Tode den Bürgermeister David Jakob Feyerabend. Ans’ Sohn Elias heiratete Maria Rollwag und hatte mit ihr eine Tochter, Anna Maria, welche später ebenfalls mit zwei Bürgermeistern verheiratet war: zuerst mit Philipp Orth d. J. und nach dessen Tod mit Johann Georg Spitzer. Ans’ Tochter Maria heiratete Dietrich Orth, ihr Sohn Johann Philipp Orth war von 1633 bis 1635 ebenfalls Bürgermeister. Die engen verwandtschaftlichen Beziehungen der Heilbronner Patrizier waren durchaus politisch, konnten doch auch geschwägerte Personen in den mächtigen Patrizierrat aufgenommen werden.